# 1252 год
1252 (ты́сяча две́сти пятьдеся́т второ́й) год  по юлианскому календарю — високосный год, начинающийся в понедельник. Это 1252 год нашей эры, 2‑й год 6‑го десятилетия XIII века 2‑го тысячелетия, 3‑й год 1250‑х годов. Он закончился 773 года назад.
| Пн | Вт | Ср | Чт | Пт | Сб | Вс |
| 1  | 2  | 3  | 4  | 5  | 6  | 7  |
| 8  | 9  | 10 | 11 | 12 | 13 | 14 |
| 15 | 16 | 17 | 18 | 19 | 20 | 21 |
| 22 | 23 | 24 | 25 | 26 | 27 | 28 |
| 29 | 30 | 31 |    |    |    |    |

| Пн | Вт | Ср | Чт | Пт | Сб | Вс |
|    |    |    | 1  | 2  | 3  | 4  |
| 5  | 6  | 7  | 8  | 9  | 10 | 11 |
| 12 | 13 | 14 | 15 | 16 | 17 | 18 |
| 19 | 20 | 21 | 22 | 23 | 24 | 25 |
| 26 | 27 | 28 | 29 |    |    |    |

| Пн | Вт | Ср | Чт | Пт | Сб | Вс |
|    |    |    |    | 1  | 2  | 3  |
| 4  | 5  | 6  | 7  | 8  | 9  | 10 |
| 11 | 12 | 13 | 14 | 15 | 16 | 17 |
| 18 | 19 | 20 | 21 | 22 | 23 | 24 |
| 25 | 26 | 27 | 28 | 29 | 30 | 31 |

| Пн | Вт | Ср | Чт | Пт | Сб | Вс |
| 1  | 2  | 3  | 4  | 5  | 6  | 7  |
| 8  | 9  | 10 | 11 | 12 | 13 | 14 |
| 15 | 16 | 17 | 18 | 19 | 20 | 21 |
| 22 | 23 | 24 | 25 | 26 | 27 | 28 |
| 29 | 30 |    |    |    |    |    |

| Пн | Вт | Ср | Чт | Пт | Сб | Вс |
|    |    | 1  | 2  | 3  | 4  | 5  |
| 6  | 7  | 8  | 9  | 10 | 11 | 12 |
| 13 | 14 | 15 | 16 | 17 | 18 | 19 |
| 20 | 21 | 22 | 23 | 24 | 25 | 26 |
| 27 | 28 | 29 | 30 | 31 |    |    |

| Пн | Вт | Ср | Чт | Пт | Сб | Вс |
|    |    |    |    |    | 1  | 2  |
| 3  | 4  | 5  | 6  | 7  | 8  | 9  |
| 10 | 11 | 12 | 13 | 14 | 15 | 16 |
| 17 | 18 | 19 | 20 | 21 | 22 | 23 |
| 24 | 25 | 26 | 27 | 28 | 29 | 30 |

| Пн | Вт | Ср | Чт | Пт | Сб | Вс |
| 1  | 2  | 3  | 4  | 5  | 6  | 7  |
| 8  | 9  | 10 | 11 | 12 | 13 | 14 |
| 15 | 16 | 17 | 18 | 19 | 20 | 21 |
| 22 | 23 | 24 | 25 | 26 | 27 | 28 |
| 29 | 30 | 31 |    |    |    |    |

| Пн | Вт | Ср | Чт | Пт | Сб | Вс |
|    |    |    | 1  | 2  | 3  | 4  |
| 5  | 6  | 7  | 8  | 9  | 10 | 11 |
| 12 | 13 | 14 | 15 | 16 | 17 | 18 |
| 19 | 20 | 21 | 22 | 23 | 24 | 25 |
| 26 | 27 | 28 | 29 | 30 | 31 |    |

| Пн | Вт | Ср | Чт | Пт | Сб | Вс |
|    |    |    |    |    |    | 1  |
| 2  | 3  | 4  | 5  | 6  | 7  | 8  |
| 9  | 10 | 11 | 12 | 13 | 14 | 15 |
| 16 | 17 | 18 | 19 | 20 | 21 | 22 |
| 23 | 24 | 25 | 26 | 27 | 28 | 29 |
| 30 |    |    |    |    |    |    |

| Пн | Вт | Ср | Чт | Пт | Сб | Вс |
|    | 1  | 2  | 3  | 4  | 5  | 6  |
| 7  | 8  | 9  | 10 | 11 | 12 | 13 |
| 14 | 15 | 16 | 17 | 18 | 19 | 20 |
| 21 | 22 | 23 | 24 | 25 | 26 | 27 |
| 28 | 29 | 30 | 31 |    |    |    |

| Пн | Вт | Ср | Чт | Пт | Сб | Вс |
|    |    |    |    | 1  | 2  | 3  |
| 4  | 5  | 6  | 7  | 8  | 9  | 10 |
| 11 | 12 | 13 | 14 | 15 | 16 | 17 |
| 18 | 19 | 20 | 21 | 22 | 23 | 24 |
| 25 | 26 | 27 | 28 | 29 | 30 |    |

| Пн | Вт | Ср | Чт | Пт | Сб | Вс |
|    |    |    |    |    |    | 1  |
| 2  | 3  | 4  | 5  | 6  | 7  | 8  |
| 9  | 10 | 11 | 12 | 13 | 14 | 15 |
| 16 | 17 | 18 | 19 | 20 | 21 | 22 |
| 23 | 24 | 25 | 26 | 27 | 28 | 29 |
| 30 | 31 |    |    |    |    |    |

## События

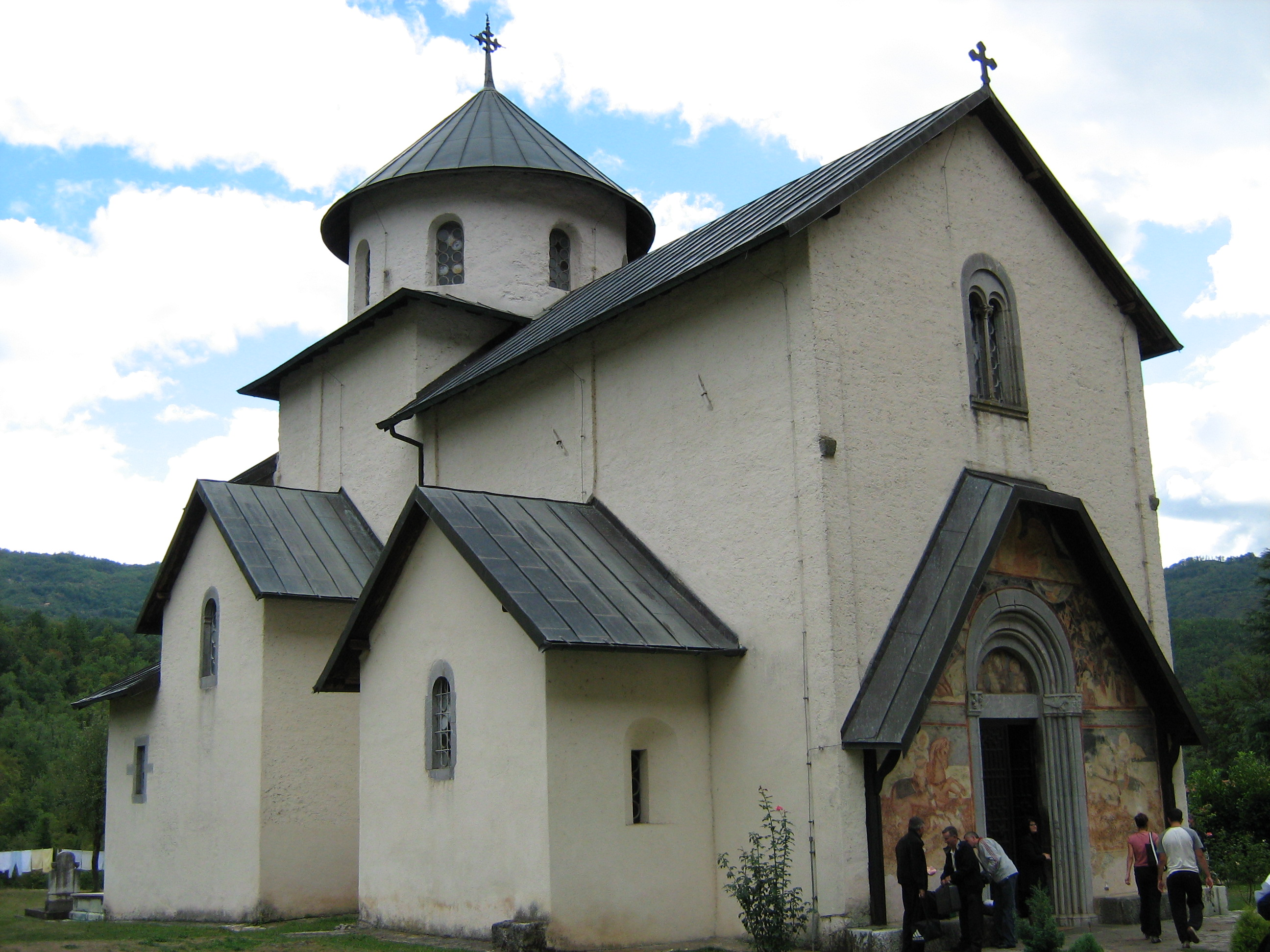
Монастырь Морача, основанный в 1252 году

- 1247—1264 — война за тюрингское наследство. Военный конфликт за право наследования земель пресекшейся династии Людовингов между родственниками ландграфского дома по женской лини[1].
- 1248—1254 — Седьмой крестовый поход короля Франции Людовика IX[2]:
  - Активные военные действия не велись[2].
- 15 мая — папа Иннокентий IV издаёт буллу Ad extirpanda, которой разрешает применение пыток во время дознания инквизиции.
- 29 июля — магистром Ливонского ордена заложен замок Мемельбург, из которого позднее вырос город Мемель (современная Клайпеда).
- Герцогство Брауншвейг-Люнебургское разделено между двумя детьми Оттона I Вельфа.
- Пржемысл Отакар II женился на Маргарите фон Бабенберг.
- Роман Данилович женился на Гертруде Бабенберг и стал претендовать на Австрию.
- Антикороль Вильгельм Голландский собрал во Франкфурте рейхстаг, который лишил Конрада IV его владений в Германии.
- Никейский император Иоанн III Дука разбил эпирского деспота Михаила II, который признал себя вассалом Дуки. Иоанн заставил будущего никейского и византийского императора Михаила VIII Палеолога покляться в вечной верности ему и его потомкам.
- В Камакуре установлена гигантская статуя Дайбуцу — Великого Будды.
- Первые упоминания в о Стокгольме.

### Монгольская империя
Правление: Мункэ
- 1252—1253 — Мункэ захватил государство Дали[3].
- 1252—1279 — Монгольское завоевание империи Южная Сун[4].
- 1252—1260 — Ханша Чагатаидов Оргина-хатун.
- Король Франции Людовик IX посылает к монголам монаха-францисканца Вильгельма Рубрука (фламандец Виллем Рейсбрук). Зимой Рубрук отплыл от берегов Палестины в Константинополь, пересёк Чёрное море и высадился в Солдайе (ныне Судак; южный Крым).
- По приказу великого хана Монгольской империи Мункэ казнены его противники: 77 высших лиц государства, включая бывших регентов Огуль-Гаймыш и Чинкая, а также мать претендента на престол Ширамуна Кадакач-хатун и ещё около 220 человек.

## Русь
Правление: 1248—1252 — Андрей Ярославич и 1252—1263 — Александр Ярославич Невский

### Правление Андрей Ярославич
- Александр Невский отправляется в Каракорум к новому хану Менгу (Мунке), ставленника Батыя[5].
- После отъезда Александра Невского в Орду Андрей и Ярослав Ярославичи подняли восстание против монголов, надеясь, что смена власти в Каракоруме позволит им избавиться от вмешательства Орды в русские дела[5].
- Май — владимиро-суздальский великий князь Андрей Ярославич, не желая "царем служити", был смещён в результате  Неврюева рать, посланная ханом Сартаком при одобрении нового хана Мункэ, разорившей Переяславль-Залесский и его сельскую округу[6][7].
- Май — желая удержать Даниила Романовича в своём лагере, папа Римский Иннокентий IV отправил к нему своих легатов с предложением принять королевскую корону, что было и сделано в 1253 году[8].
- 24 июля — татары настигают Андрея Ярославича у Переяславля-Залесского и наносят ему поражение[7].
- Андрей Ярославич в результате нападения татаро-монгол вынужден был бежать из Владимира с женою и дружиною из Северо-Восточной Руси через Новгород, но новгородцы не приняли князя, далее в Псков, где он дожидается своей супруги и Колывань, откуда один отправляется в Швецию[6][7].
- Ордынцами были убиты жена Ярослава Ярославича и воеводы Жидислава в Переславле-Залесском. В плен были уведены дети князей Михаила и Святослава Ярославичей. Сам Ярослав Ярославич был лишён княжения в Переславле-Залесском и он с дружиной отъехал из Твери в Ладогу[6].
- Лето — осень — борьба за контроль Болховского княжества и Галицким Понизовьем между ордынской администрацией и галицко-волынскими князьями. В результате борьбы: возвращены под контроль администрация улуса Коренцы, город Бакоты, центра Болховской земли. Разорение сельской округи вокруг города Кременец и казнь без суда Андрея - дворского князя Даниила Романовича. Нежелание ордынцев помогать в походе на Галич Изяславу Владимировичу из-за военный угрозы со стороны Даниила Романовича[6].

#### Правление Александра Невского
- 1252—1263 — новгородский князь Александр Невский получает ярлык на великое княжение Владимирское[6].
- Киевский митрополит и Всея Руси Кирилл II, сблизившийся с ним в 1250-х годах,  участвует в возведении Александра Ярославича Невского на великокняжеский престол[9].
- Даниил и Василько Романовича в 1250-1251 годах создали союз с великим владимирским князем Андреем Ярославичем скреплённый браком дочери Даниила и Андрея, с попыткой освобождения от татаро-монгольского ига при посредничестве митрополита Кирилла II. В 1252 году последовала ответная реакция со стороны Орды: Галицко-Волынское княжество подвергнулось нападению и разорению монголо-татарами под предводительством Курсемы[8].
- Куремсина рать — вторжение татар на земли Галицко-Волынского княжества.
- Осень — Даниил Галицкий помогает венгерскому королю Бела IV в его войне за австрийское наследство, оставшееся после смерти австрийского герцога Фридриха II Воинственного[10].
- Даниил Галицкий женит своего сына Романа Даниловича на Гертруде, племяннице австрийского герцога Фридриха II Воинственного[10].
- Зима 1252/1253 — Даниил Галицкий вместе с сыном Львом и литовскими князьями воюет в чешской земле с королём Пржемыслом II Оттокаром, не не достигнув решающего успеха возвращаются в Краков[10].
- Зима 1252/1253 — Даниила Галицкого в Кракове ждали послы папы Иннокентия IV несущие ему благословление "венец и сан королевства", а также знакомят его с посланием от 14 мая "Cum ad iliorum simus custodiam" к христианам Богемии, Моравии, Сербии и Померании с призывом Крестового похода против татаро-монгол[10].
- Зима 1252/1253 — Даниил Галицкий сначала отказался принять королевский титул, так как опасался гнева ордынского хана, но уступив убеждениям матери, обещаниям "помощь имети от папы" и польских князей, решает короноваться в Дрогичине (осень 1253 года)[10].

## Начало правления

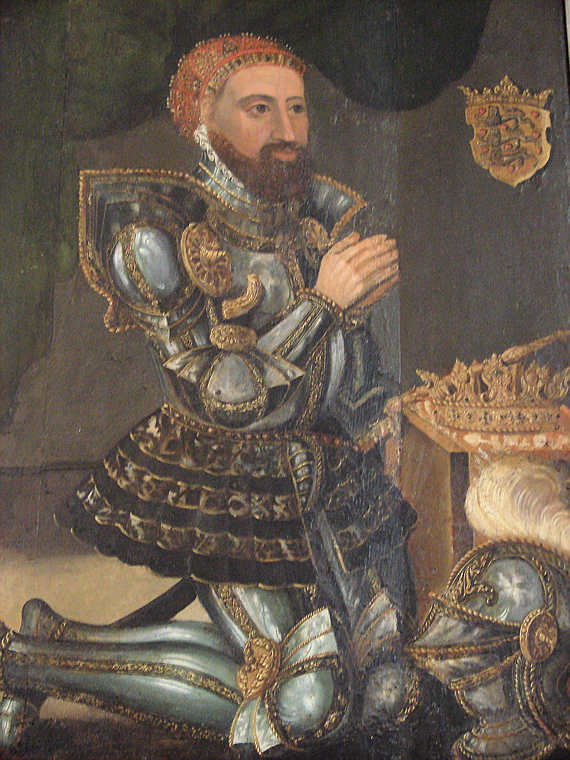
Датский король Кристофер I

См.также: Список глав государств в 1252 году
- После убийства Абеля королём Дании стал Кристофер I.
- Альфонсо X (Альфонсо Мудрый) становится королём Королевства Кастилии и Леона (ум. в 1284).

## Наука и культура
- В Тханглонге (ныне Ханой; Вьетнам) создаётся конфуцианское высшее учебное заведение.
- Альфонсо X поощряет развитие культуры; по его указанию создаются астрономические Альфонсовы таблицы.

## Родились
См. также: Категория:Родившиеся в 1252 году
- 25 марта — Конрадин, король Иерусалима, король Сицилии, герцог Швабии.
- Сефи — основатель суфийского ордена Сефевие.
- Матуш Чак — некоронованный «король» Словакии.
- Феолипт Филадельфийский — православный святой, митрополит-исихаст, борец с аренитами и Лионской унией.

## Скончались

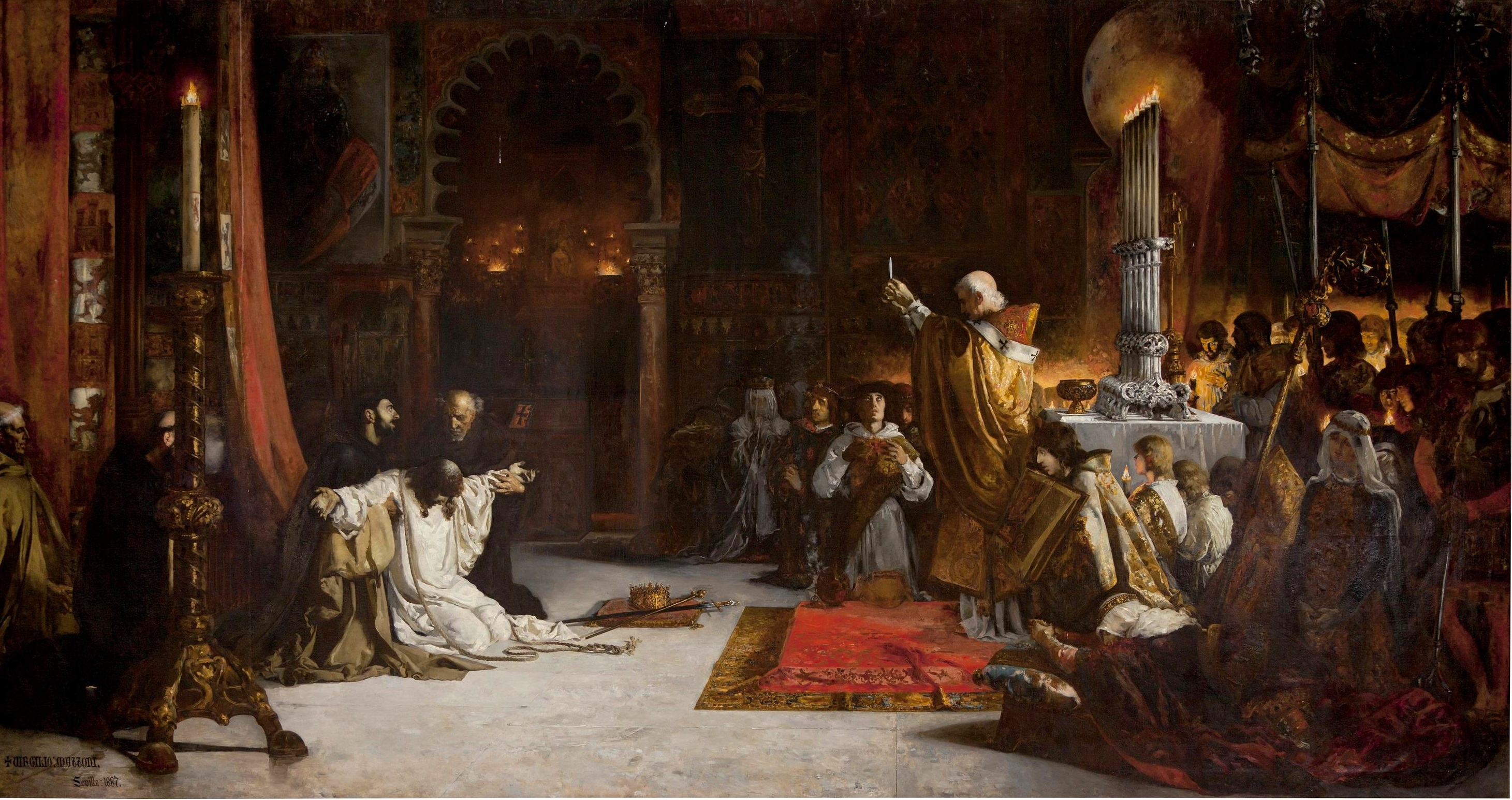
Смерть короля Кастилии Фердинанда III

См. также: Категория:Умершие в 1252 году
- 9 января — Отто I (герцог Брауншвейг-Люнебуга).
- 3 февраля — Святослав III Всеволодович, великий князь владимирский (1246—1248).
- 30 мая — Фердинанд III (король Кастилии).
- 29 июня — Абель (король Дании).
- 1 августа — Джованни Плано Карпини.

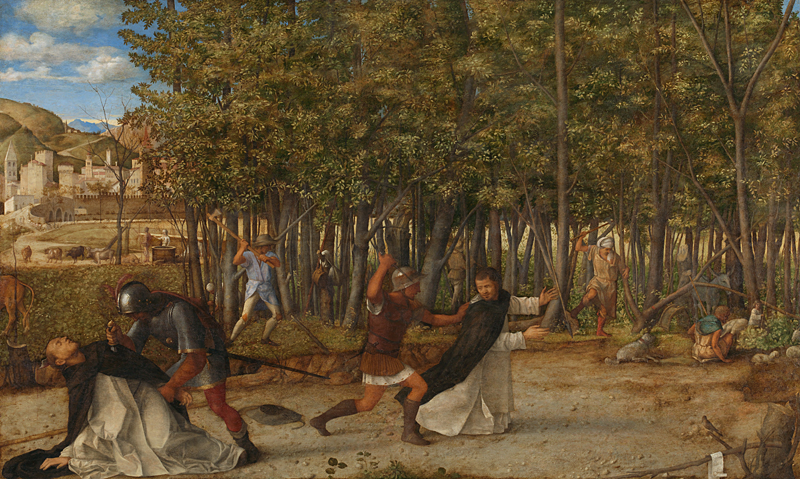
Джованни Беллини. Убийство Петра Веронского

- 26 / 27 ноября — Бланка Кастильская, королева Франции, жена Людовика VIII, мать Людовика IX.

- Огул-Гаймыш — вдова хана Угедея и регент Монгольской империи (1248—1251).